# City-County Building (Indianápolis)
El City-County Building es un edificio de 28 pisos en 200 East Washington Street en el centro de Indianápolis (Estados Unidos). Alberga las oficinas del gobierno consolidado de la ciudad y el condado de Indianápolis y el condado de Marion, conocido como Unigov.

## Historia
El edificio abrió en 1962 después de dos años de construcción, a un costo de 22 millones de dólares. Fue el primer edificio de Indianápolis en ser más alto que el Monumento Círculo, y fue el edificio más alto de esa ciudad hasta 1970. La superficie total del edificio cubre 68 232 m².
Antes de su construcción, las oficinas del condado de Marion estaban ubicadas en el Palacio de justicia del Condado de Marion, que se encontraba en lo que ahora es la plaza en el lado sur del City-County Building; el palacio de justicia fue demolido al finalizar este último. Las oficinas de la ciudad de Indianápolis estaban ubicadas en el Ayuntamiento de Indianápolis.

## Uso
El edificio alberga los tribunales del condado de Marion, la sede del Departamento de Policía Metropolitana de Indianápolis y el consejo de la ciudad y el condado de Indianápolis. La oficina del alcalde de Indianápolis se encuentra en el piso veinticinco. Se puede acceder a una plataforma de observación, abierta al público, en el piso 28.

## Propuesta de venta
En 2017, la ciudad inició el proceso para construir un nuevo complejo de justicia penal en el barrio Twin Aire que se inaugurará en 2022. Como resultado, habrá una gran cantidad de espacio vacío en el edificio. En 2018, la administración del alcalde Joe Hogsett inició un proceso para determinar cuánto espacio de oficinas necesitará el gobierno de la ciudad y el condado en el futuro y dónde debería ubicarse. Se consideró vender el edificio a urbanizadores privados y trasladar algunas de las oficinas gubernamentales al Antiguo Ayuntamiento.